# 菲什營 (加利福尼亞州)
菲什營（英語：Fish Camp）是位於美國加利福尼亞州馬里波薩縣的一個人口普查指定地區。

## 地理
菲什營的座標為37°28′43″N 119°38′26″W / 37.47861°N 119.64056°W，而該地最高點為海拔高度1543米（即5062英尺）。

## 人口
根據2010年美國人口普查的數據，菲什營的面積為2.348平方千米，當中陸地面積為2.343平方千米，而水域面積為0.005平方千米。當地共有人口59人，而人口密度為每平方千米25人。